# Hallodri
Hallodri ist eine vornehmlich im süddeutschen Raum wie auch in Österreich gebräuchliche umgangssprachliche Bezeichnung für einen leichtfüßigen, lockeren und bisweilen durch seine Unbeständigkeit unberechenbaren Menschen.
Auch und vor allem hinsichtlich zwischenmenschlicher (Liebes-)Beziehungen wird Hallodri als Synonym für einen Tunichtgut, Taugenichts oder windigen Hund verwendet, der moralische Vorschriften nicht allzu genau beachtet. Eher wohlwollend kann das Wort auch einen Lebenskünstler, Spitzbuben oder Narren bezeichnen.
Die Bezeichnung ist vermutlich eine Verballhornung des zuerst in der Gelehrtensprache des 17. Jahrhunderts aufgetauchten, aus der griechischen Sprache stammenden Begriffs Allotria.